# Зедерштедт, Иван Иванович
Иван Иванович Зедерштедт (10 [22] декабря 1820, Санкт-Петербург — 28 апреля [10 мая] 1892, Казань) — русский медик, профессор Казанского университета.

## Биография
Сын лекаря.  Поступил в Императорский Казанский университет, который окончил в 1842 году со званием лекаря. С 1843 г. служил ординатором в Казанском военном госпитале. В 1850 г. защитил диссертацию «De cholera orientali» и был удостоен степени доктора медицины. В 1857 г. избран доцентом по кафедре судебной медицины и медицинской полиции. В 1858—1859 гг. находился в заграничной командировке с учёною целью. В 1859—1872 гг. — ординатор Казанского военного госпиталя.
Одновременно с 1861 г. исправлял должность директора терапевтического отделения госпитальной клиники, с 1862 г. — экстраординарный профессор. С 1863 г. — на кафедре факультетской терапии, в 1868 г. избран ординарным профессором. С 1870 г. — профессор кафедры госпитальной терапии. С 1876 г. по распоряжению министра оставлен сверхштатным ординарным профессором, с полным содержанием по этой последней должности. В 1883 г. удостоен звания заслуженного профессора.
В 1885 г. вышел в отставку.

### Семья
Имел сына и двух дочерей:
Согласно справочнику ", у Ивана Ивановича-старшего был сын Иван-Николай (р. 1858) и две дочери: Юлия и Матильда
- Иван (1858—?) — действительный статский советник, член Казанской судебной палаты
- Юлия
- Матильда